# Mùa A Vảng
Mùa A Vảng (sinh ngày 29 tháng 9 năm 1983) là một chính trị gia người Việt Nam, dân tộc Mông. Ông hiện là Ủy viên dự khuyết Ban chấp hành Trung ương Đảng khóa XIII, Bí thư Huyện ủy Điện Biên Đông, nguyên đại biểu Quốc hội Việt Nam khóa XIV nhiệm kì 2016-2021, thuộc đoàn đại biểu quốc hội tỉnh Điện Biên, Phó Trưởng đoàn chuyên trách Đoàn đại biểu Quốc hội Điện Biên, Ủy viên Ủy ban Văn hoá, Giáo dục, Thanh niên, Thiếu niên và Nhi đồng của Quốc hội. Ông lần đầu trúng cử đại biểu Quốc hội năm 2016 ở đơn vị bầu cử số 2, tỉnh Điện Biên gồm có thị xã Mường Lay và các huyện: Mường Chà, Nậm Pồ, Mường Nhé, Tuần Giáo, Tủa Chùa.

## Xuất thân
Mùa A Vảng sinh năm 1983 quê quán ở xã Sín Chải, huyện Tủa Chùa, tỉnh Điện Biên.
Ông hiện cư trú ở tổ 3, phường Noong Bua, thành phố Điện Biên Phủ, tỉnh Điện Biên.

## Giáo dục
- Giáo dục phổ thông: 12/12
- Đại học Nông lâm, chuyên ngành Khuyến nông, thạc sỹ kinh tế nông nghiệp
- Cao cấp lí luận chính trị

## Sự nghiệp
Ông gia nhập Đảng Cộng sản Việt Nam vào ngày 29/1/2006.
Khi lần đầu ứng cử đại biểu Quốc hội Việt Nam khóa 14 vào tháng 5 năm 2016 ông đang là Tỉnh ủy viên, Bí thư Tỉnh đoàn, Bí thư chi bộ Tỉnh đoàn Điện Biên, làm việc ở Văn phòng Tỉnh đoàn Điện Biên. Ông từng là uỷ viên Ban chấp hành Trung ương  Đoàn TNCS Hồ Chí Minh khóa XI, nhiệm kỳ 2012 -2017.
Ông đã trúng cử đại biểu quốc hội năm 2016 ở đơn vị bầu cử số 2, tỉnh Điện Biên gồm có thị xã Mường Lay và các huyện: Mường Chà, Nậm Pồ, Mường Nhé, Tuần Giáo, Tủa Chùa, được 111.238 phiếu, đạt tỷ lệ 70,59% số phiếu hợp lệ.
Ông hiện là Ủy viên dự khuyêt Trung ương Đảng, khóa XIII,  ủy viên ban thường vụ tỉnh ủy, Bí thư Huyện uỷ, Chủ tịch Hội đồng  nhân dân huyện Điện Biên Đông, Ủy viên Ủy ban Văn hoá, Giáo dục, Thanh niên, Thiếu niên và Nhi đồng của Quốc hội khoá XIV.
Ông đang làm việc ở Văn phòng Huyện uỷ Điên Biên Đông, Tỉnh Điện Biên.